# Willy Sipos
Willy Sipos, cunoscut ca și Vilmos Sipos sau Vilim Šipoš,  (n. 24 ianuarie 1914, Wilhelmsburg⁠(d), Austria Inferioară, Austro-Ungaria – d. 25 iulie 1978, Paris, Franța) a fost un fotbalist iugoslav care a evoluat la cluburi importante în perioada interbelică, precum și în echipa națională a Iugoslaviei și Ungariei.
Willy Sipos a fost un mare fotbalist din istoria Rapidului jucând la cel mai înalt nivel în Cupa Mitropa.